# Inferninho
O Inferninho é uma área verde localizada em Campo Grande, Mato Grosso do Sul, Brasil. Situada fora do perímetro urbano do município, a Bacia do Ceroula, com uma área de 33.760 hectares, é local de rara beleza, originado por processos de remodelamento de relevo através de erosões naturais, formando vales, quenions, morros e cachoeiras profundas. De propriedade particular, tem características ecológicas de fauna e flora fundamentais à conservação da biodiversidade. É muito apreciado por pessoas que gostam de esportes radicais como o rapel, trilhas, escaladas e outros.